# رونالد كوبر
رونالد كوبر (بالإنجليزية: Ronald Cooper)‏ هو سائق سباق أمريكي، ولد في 26 مايو 1958 في ستاثام في الولايات المتحدة.